# Aéroport de Baucau

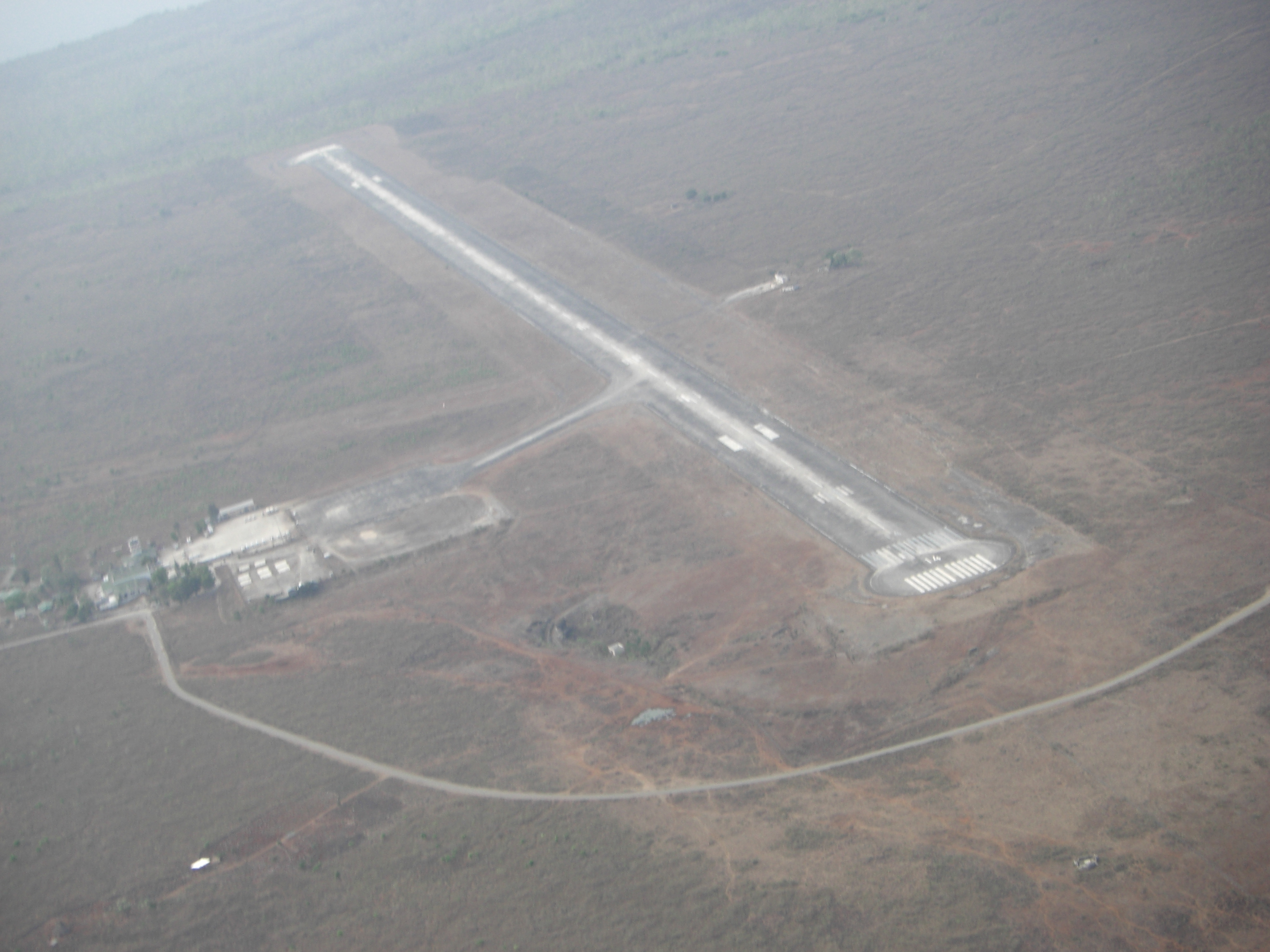
Vue aérienne de l'aéroport de Baucau.

L'aéroport de Baucau (code IATA : BCH • code OACI : WPEC) est situé à 6,5 km de la ville de Baucau au Timor oriental.
À l'époque coloniale portugaise, c'était l'aéroport de Baucau, qui a une piste plus longue que l'aéroport international de Dili (2 509 m au lieu de 1 849 m), qu'on utilisait pour les vols internationaux. À la suite de l'invasion indonésienne du Timor oriental en 1975, l'aéroport de Baucau avait été repris par l'armée indonésienne et fermé au trafic civil.

## Situation
| Atauro Baucau Dili Abisu Oecusse Suai Viqueque |